# 切貝爾體育會
切貝爾體育會（匈牙利語：Csepel SC）是一家位於匈牙利首都布達佩斯南部切佩爾的體育會，成立於1912年，當時名為切貝爾體操會（Csepeli Torna Klub）。切貝爾體育會的足球隊曾經於1941–42年、 1942–43年、1947–48年及1958–59年獲得匈牙利足球錦標賽冠軍。1960年在其唯一一次參加歐洲冠軍盃比賽中，遇上土耳其的費倫巴治被淘汰。直到1996–97年賽季結束降級之前，切貝爾體育會在甲組聯賽中度過51個賽季，迄今為止（2007 年）在甲組聯賽逗留時間是歷史上排名第八。2000年球隊與乙組球隊三區TVE（III. Kerületi TVE）合併，球隊繼續以切貝爾的名義參加比賽，直至2001–02年賽季後解散。

## 球會榮譽
- 匈牙利足球錦標賽:

 冠軍 (4)：1941–42, 1942–43, 1947–48, 1958–59
- 匈牙利足球乙级联赛:

 冠軍 (4)：1962–63, 1979–80, 1988–89, 1991–92

## 曾培育的運動員
體育會曾培育不少優秀的運動員，多位曾經協助匈牙利獲得多項世界大賽及夏季奧運會金牌包括：
- 鲍尔措·翁德拉什——前男子現代五項運動員。他曾參加1960年、1968年和1972年三屆夏季奧運會，共收穫三枚金牌和兩枚銀牌。
- 拜尔采伊·蒂博尔——前男子劍擊運動員。他曾參加1936年、1948年和1952年夏季奧運會劍擊比賽，共獲得3枚金牌和2枚銅牌。
- 盖赖维奇·奥洛达尔——前男子劍擊運動員，自1932年至1960年連續6屆奪得奧運會佩劍項目金牌。他是唯一一位連續6屆奧運會奪得金牌的運動員。
- 福特·卡罗伊——前男子足球運動員。他曾代表匈牙利參加1968年夏季奧林匹克運動會足球比賽，獲得一枚金牌。
- 保普·拜尔陶隆——前男子劍擊運動員。他曾參加1948年和1952年夏季奧運會劍擊比賽，共獲得2枚金牌。
- 科洛尼奇·哲尔吉——前皮划艇運動員，四枚奧運會獎牌得主，其中包括兩枚金牌。
- 内梅特·费伦茨——前男子現代五項運動員。他曾獲得1960年夏季奧運會現代五項比賽男子個人金牌和男子團體金牌。

## 外部連結
- 官方网站 （匈牙利文）